# Калиновский, Александр Владимирович
Александр Владимирович Калиновский (9 [22] июля 1901, Пятигорск, Терская область — 23 февраля 1991) — советский хозяйственный, военный, государственный и политический деятель. Участник гражданской войны, Великой Отечественной войны. Почётный гражданин города-героя Тулы. Член ВКП(б) с 1921 года.

## Биография
Родился в 1901 году в Пятигорске. 
С 1914 года — на хозяйственной, общественной и политической работе. 
В 1914—1991 гг. — разносчик газет, чернорабочий, служил в Красной Армии, участвовал в гражданской войне, редактор газеты «Ударник», секретарь Узловского РК ВКП(б), второй секретарь Тульского обкома ВКП(б), организатор обороны Тулы, в Высшей школе парторганизаторов при ЦК КПСС, представитель Совета по делам колхозов при Правительстве СССР по Полтавской и Сталинской областям, заместитель начальника Тулоблуправления профтехобразования, бессменный председатель военно-исторической комиссии Тульской секции СКВВ.
Умер в 1991 году в Туле.